# 美女郊遊遊
《美女郊遊遊》（英語：Mountain Girl），是香港電視娛樂製作的真人騷旅遊節目，由沈殷怡、陳欣妍主持，何啟華以「團隊好友」身份兼任主持及工作人員，主要是介紹香港的郊外風景。節目由2020年4月13日至4月24日香港時間逢星期一至五22:30－23:00於ViuTV播出。
該節目之誕生，源自同年2月播出之煮食比賽《辣伙頭》裡，沈殷怡（Shirley Sham）及陳欣妍（Shirley Chan）組合（合稱「Double S」）深受觀眾歡迎，所以電視台找她們開拍新節目。由於節目要攀山涉水，沈殷怡需要暫時退出主持直播節目《今日疫情》，直至在本節目首播當日重返。

## 每集內容
每集節目開始會播放開場MV《香港靚景Follow Me》（第1集、第7集、第9集及第10集除外），而末段設有「美女郊遊遊特約：非常正路線資訊」，由兩位主持介紹該集遠足路線（第3集、第7集、第9集及第10集除外）。
| 集數 | 播映日期 | 主題              | 拍攝地點                                                          | 其他活動             | 備註 |
| 01   | 4月13日  | 兩個Shirley去行山 | 麥理浩徑第7至8段（針山、草山、大帽山）                            | -                    | [ 3 ] |
| 02   | 4月14日  | 馬鞍山秘境        | 馬鞍山礦洞、馬鞍山郊遊徑、昂平高原                                | 礦洞探險             | 大金鐘由「團隊好友」何啟華獨自前往 原定滑翔傘活動因天氣不佳取消 |
| 03   | 4月15日  | 嬉山又嬉水        | 南涌郊遊徑、屏南石澗、草裙瀑                                      | 山澗游泳、跳澗、瀑降 | 「團隊好友」何啟華兼任救生員 原定水間滑行活動及「美女郊遊遊特約：非常正路線資訊」因主持情緒波動而取消                                                                         |
| 04   | 4月16日  | 露營初體驗        | 北潭凹、赤徑                                                      | 營火會、露營         | 陳欣妍表演女高音、沈殷怡表演調酒歌姬（唱《離家出走》、調酒） 第5集透露，兩名主持因生理問題改到附近旅舍宿營                                                                    |
| 05   | 4月17日  | 挑戰蚺蛇尖        | 蚺蛇尖、橋咀洲、廈門灣                                            | 露營、沙灘嬉水       | 本集透露，兩名主持因生理問題改到附近旅舍宿營 |
| 06   | 4月20日  | 石澗長途戰        | 西灣沙灘、雙鹿石澗（四疊潭、千絲瀑、石棧道、奔槽潭）              | 跳澗、攀岩           | - |
| 07   | 4月21日  | 海島任我行        | 西貢外海島嶼（雞洲、伙頭墳洲、橫洲、吊鐘洲）、東龍島              | 跳島、飛索滑行       | 本集因節目篇幅所限沒有播放開場MV，及末段改為「美女郊遊遊特約：冇咩路線所以亦都冇咩路線資訊」，由兩位主持輔以男聲配音播放 「團隊好友」何啟華代替「一般山友陳小姐」參與飛索滑行 |
| 08   | 4月22日  | 夜行心慌慌？      | 黃竹角咀鬼手岩、荔枝窩、鎖羅盆、沙田梅子林、陽元石                | 夜間靈探             | - |
| 09   | 4月23日  | 幕後郊遊遊        | 蓮麻坑礦洞、麥景陶碉堡、深涌、西貢長咀（只計首8集未出現過的地方） | -                    | 本集沒有播放開場MV及「美女郊遊遊特約：非常正路線資訊」 |
| 10   | 4月24日  | 保衛香港之旅      | 城門碉堡、獅子山                                                  | 碉堡探險、沿繩下降   | 本集沒有播放開場MV，及末段改為「美女郊遊遊 收視報捷 無盡感激」 |

## 愚人節另類宣傳
ViuTV官方Facebook專頁於2020年4月1日貼出宣傳片，片中兩位女主持沈殷怡及陳欣妍上身只穿著三點式泳衣行山，又號稱為「ViuTV首個只著三點式的行山節目」，引起網民熱烈討論。不過網民普遍認為該段宣傳片純粹只是愚人節的搞作，最後專頁於翌日（4月2日）承認該片段只是「愚人節福利」，又說該節目實質是「美女行山中伏真人騷」。另外，三位主持曾於4月8日出現在直播節目《埋嚟睇 埋嚟玩》作宣傳，在該節目中重播上載於Facebook的宣傳片。

## 備註
1. ↑  讀音為「政」zing3

## 外部連結
- ViuTV：美女郊遊遊 （页面存档备份，存于）

## 節目變遷
| 香港 ViuTV 逢星期一至五 22:30－23:00          | 香港 ViuTV 逢星期一至五 22:30－23:00        | 香港 ViuTV 逢星期一至五 22:30－23:00 |
| --------------------------------------------- | ------------------------------------------- | ------------------------------------ |
|                                               | 美女郊遊遊 （2020年4月13日－2020年4月24日） |                                      |
| 埋嚟睇 埋嚟玩 （2020年3月2日－2020年4月10日） | Show肌 （2020年4月27日－2020年5月15日）     |                                      |